# 이흥모
이흥모(李興模, 1956년 ~ )는 금융결제원 원장인 대한민국의 금융인이다.

## 학력
- 서울고등학교
- 서울대학교 무역학과 졸업 (경제학 학사)
- 아이오와 대학교 대학원 졸업 (경제학 석사)

## 경력
- 한국은행 조사제1부 해외조사과
- 한국은행 조사제1부 통화금융2과
- 한국은행 조사제1부 특수과제 담당과장
- 한국은행 조사제1부 통화금융1과 과장
- 한국은행 정책기획국 정책협력팀 팀장
- 한국은행 정책기획국 정책총괄팀 팀장
- 한국은행 뉴욕사무소 선임조사역
- 한국은행 정책기획국 수석부국장
- 한국은행 금융시장국 국장
- 한국은행 해외조사실 실장
- 한국은행 발권국 국장
- 한국은행 경제연구원 연구위원
- 한국은행 경영개선태스크포스 총괄팀장
- 한국은행 부총재보
- 금융결제원 원장